# Kermaria-Sulard
Kermaria-Sulard är en kommun i departementet Côtes-d'Armor i regionen Bretagne i nordvästra Frankrike. Kommunen ligger i kantonen Perros-Guirec som tillhör arrondissementet Lannion. År 2022 hade Kermaria-Sulard 1 106 invånare.

## Befolkningsutveckling
Antalet invånare i kommunen Kermaria-Sulard
Referens:INSEE